# Wikipedia en euskera
La Wikipedia en euskera (Euskarazko Wikipedia o Euskal Wikipedia en euskera) es la edición de Wikipedia en euskera. Comenzó el 6 de diciembre de 2001 y en noviembre de 2005 superó los 4 000 artículos. El 28 de mayo de 2006 alcanzó los 10 000 artículos. El 15 de marzo de 2007 superó los 17 000 artículos y el 10 de septiembre los 20 000. Actualmente, esta versión posee 468 218 artículos.
Esta Wikipedia tiene 175 735 usuarios, de los cuales 285 son activos.
En una entrevista realizada en agosto de 2007, Jimmy Wales, fundador de Wikipedia, empleó a la Wikipedia en euskera como ejemplo para explicar el motivo fundamental de tener versiones de Wikipedia en lenguas minoritarias:
«Desde luego en Wikipedia tenemos algunos proyectos exitosos en idiomas regionales europeos. Por ejemplo, quizá no sea necesario tener una Wikipedia en galés. La cantidad de personas que hablan galés y que no saben inglés es muy pequeña, y se está reduciendo cada año. Entonces, ¿por qué tenemos una Wikipedia en galés? Bueno, la comunidad la quiso, de modo que la está haciendo realidad. Y la conservación lingüística es su motivo principal. Es su lengua materna y quieren mantenerla viva, mantener su literatura viva. Ciertamente, algunos de los idiomas regionales más hablados, como el vasco y el catalán, tienen proyectos muy exitosos. Sin duda, puedo ver que preservar parte de tu lengua y cultura mediante proyectos colaborativos tiene mucho sentido.»Jimmy Wales
En la Wikipedia en euskera el artículo número 100 000 (Euskararen debekua, ‘Prohibición del euskera’) fue elegido a conciencia y creado en conjunto por los colaboradores del proyecto.
En diciembre de 2011, el Departamento de Cultura del Gobierno Vasco contribuyó al proyecto cerca de 11 000 artículos.

## Hitos
| Evolución del número de artículos de la Wikipedia en Euskera: |
| - 25 de enero de 2008, recibió el premio Argia Saria concedido por la revista Argia, en la categoría de internet. - 28 de enero de 2006 alcanzó los 5000 artículos. - 28 de mayo de 2006 alcanzó los 10 000 artículos. - 10 de septiembre de 2007 alcanzó los 20 000 artículos. - 6 de abril de 2008 alcanzó los 25 000 artículos. - 12 de septiembre de 2008 alcanzó los 30 000 artículos. - 15 de julio de 2009 alcanzó los 40 000 artículos. - 30 de diciembre de 2009 alcanzó los 50 000 artículos. - 8 de noviembre de 2010 alcanzó los 60 000 artículos. - 18 de abril de 2011 alcanzó los 70 000 artículos. - 22 de abril de 2011 alcanzó los 80 000 artículos. - 1 de mayo de 2011 alcanzó los 90 000 artículos. - 21 de mayo de 2011 alcanzó los 100 000 artículos. - 27 de marzo de 2013 alcanzó los 150 000 artículos. - 19 de septiembre de 2014 alcanzó los 200 000 artículos. - 24 de junio de 2016 alcanzó los 250 000 artículos. - 18 de julio de 2018 alcanzó los 300 000 artículos. - 19 de octubre de 2022 alcanzó los 400 000 artículos. |

## Logotipos

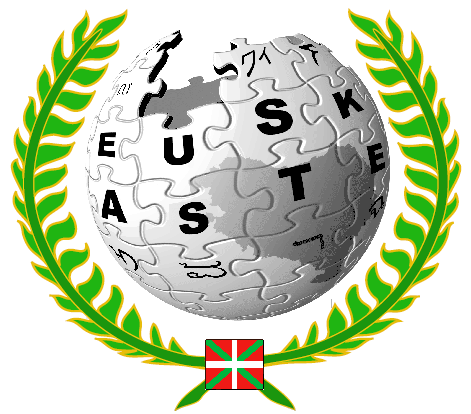
Logotipo conmemorativo por la Semana Vasca 2009 (Octubre de 2008)
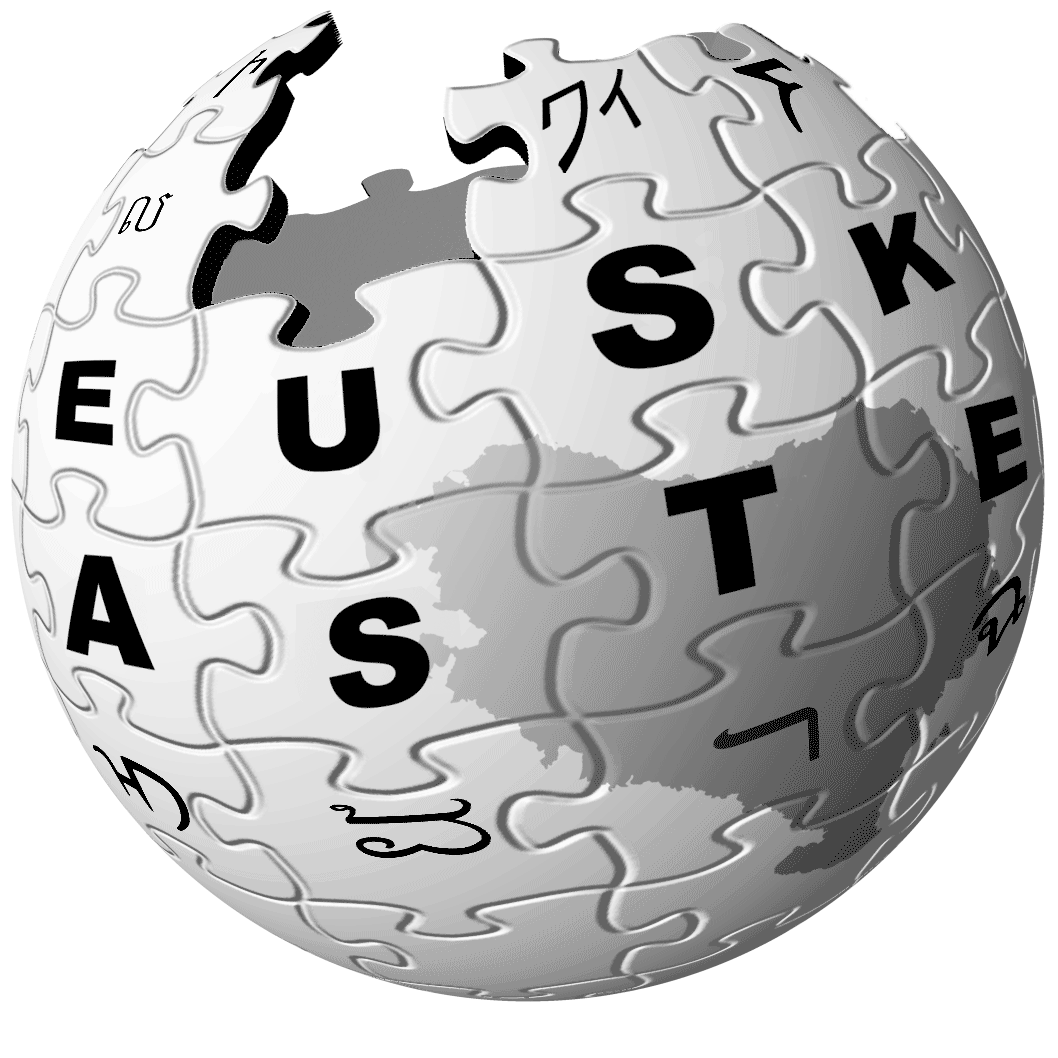
Logotipo conmemorativo por la Semana Vasca 2009 (Octubre de 2009)
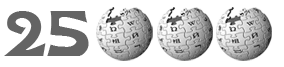
Logotipo conmemorativo por los 25 000 artículos (6 de abril de 2008)
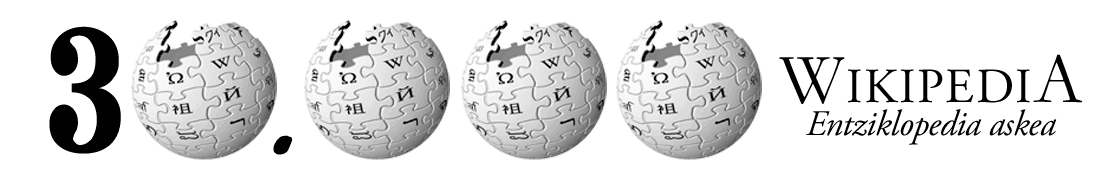
Logotipo conmemorativo por los 30 000 artículos (12 de septiembre de 2008)
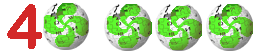
Logotipo conmemorativo por los 40 000 artículos (15 de julio de 2009)
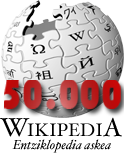
Logotipo conmemorativo por los 50 000 artículos (30 de diciembre de 2009)
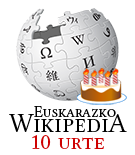
Logotipo conmemorativo por el 10º aniversario